# 큐빅 (보드 게임)

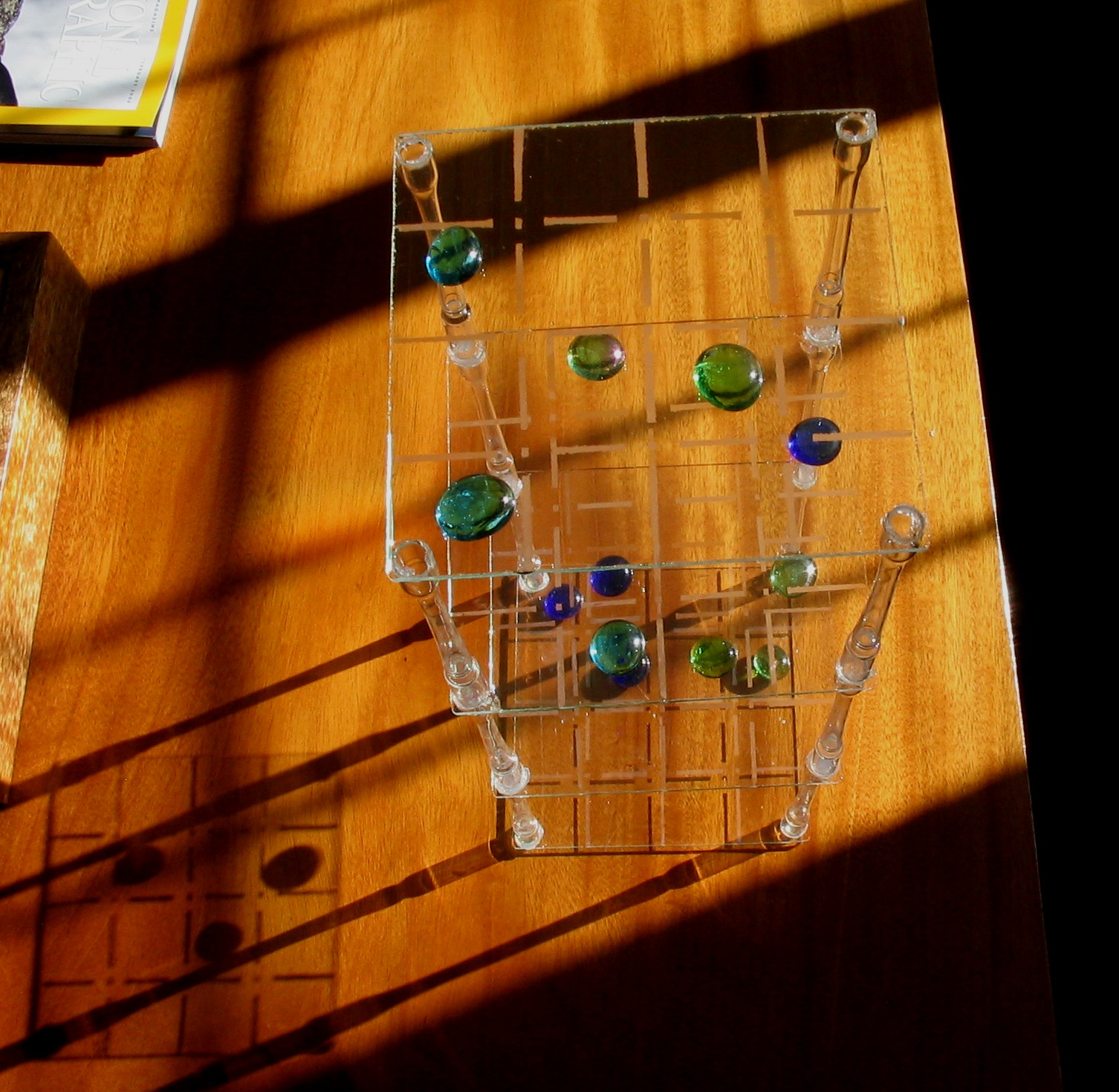

큐빅(Qubic)은 틱택토를 3차원화한 추상전략 보드게임이다. 사목(四目) 또는 입체사목게임등으로 번역되기도 한다. 가로 4칸, 세로 4칸, 상하 4칸인 정육면형으로 배열된 격자에 말을 놓아, 교대로 하면서 가로 세로 상하 대각선 4개를 만들면 이기는 게임이다.

## 같이 보기
- 커넥트포
- 스코어 포
- 커넥트 4x4